# Giun tử thần Mông Cổ

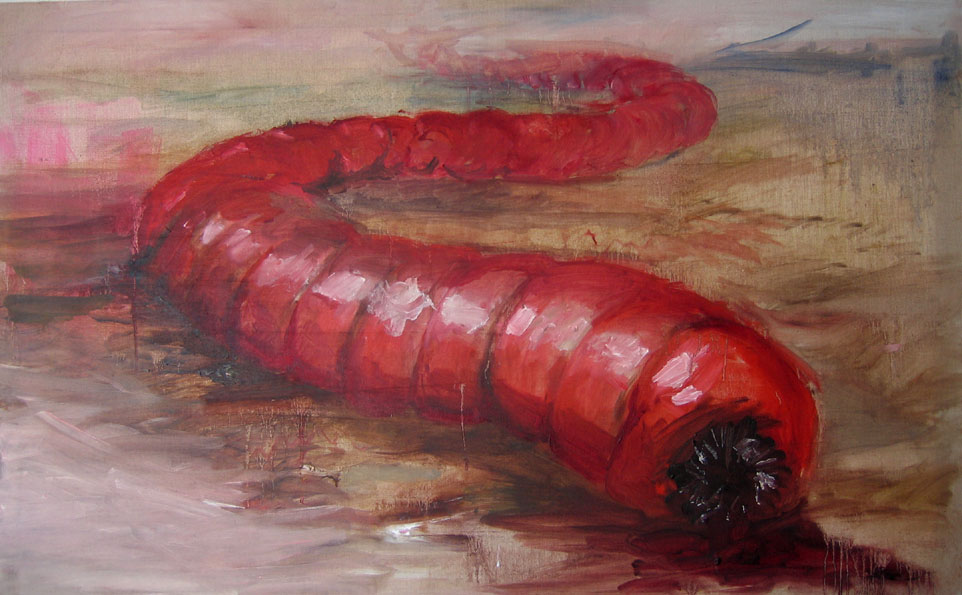
Một bức tranh mô tả về loài giun tử thần ở Mông Cổ

Graffiti, 2009

Giun tử thần Mông Cổ hay Trùng Mông Cổ là một loại sinh vật giống như rắn, sự xuất hiện của nó được ghi nhận tại sa mạc Gobi. Người ta thường coi nó là một loại sinh vật huyền bí, các báo cáo quan sát thấy nó vẫn còn nằm trong tranh luận hoặc chưa chắc chắn có thật hay không.

## Đặc điểm
Nó thường được mô tả là một loại giun to, màu đỏ sáng, dài 2 tới 4 foot. Tên địa phương là allghoi (hoặc orghoi), khorkhoi (хорхой) có nghĩa là "loài giun đầy máu trong ruột", bởi vì các báo cáo cho biết nó trông y hệt một khúc ruột bò. Có rất nhiều người dân địa phương tại Mông Cổ nói tới nó (chẳng hạn như một loại giun có khả năng phun ra chất độc màu vàng gây chết người, nhằm tiêu diệt kẻ thù từ một khoảng cách xa). Tuy vậy, không có quan sát khoa học nào rõ ràng. Một vài người tin rằng loài giun này thực tế là một loài bò sát hay thằn lằn không chân nguyên nhân vì thời tiết khô hạn tại nơi mà nó sinh sống.
Nhà khoa học Karl Shuker cũng từng mô tả trong cuốn sách của ông, cuốn The Beasts that Hide from Man (2003), rằng đã có trường hợp nó sát hại nạn nhân bằng một dòng điện. Một cuộc thám hiểm năm 2005 thực hiện bởi trung tâm động vật Fortean, Cryptoworld và E-Mongol nghiên cứu cho thấy các báo cáo và quan sát mới về loài sinh vật này. Mặc dù họ cũng không tìm thấy bằng chứng khoa học về sự tồn tại của nó, họ vẫn tin rằng loài sinh vật này tồn tại sâu trong sa mạc Gobi dọc theo khu vực cấm giữa biên giới Trung Quốc và Mông Cổ. Những cuộc thám hiểm xa hơn được lên kết hoạch vào năm 2006 và 2007. Người ta cho rằng màu vàng có tác dụng cuốn hút loài giun này.